# Puyméras
Pour le vin, voir puyméras (AOC).
Puyméras [pɥimeʁa] est une commune française située dans le département de Vaucluse, en région Provence-Alpes-Côte d'Azur.

## Géographie

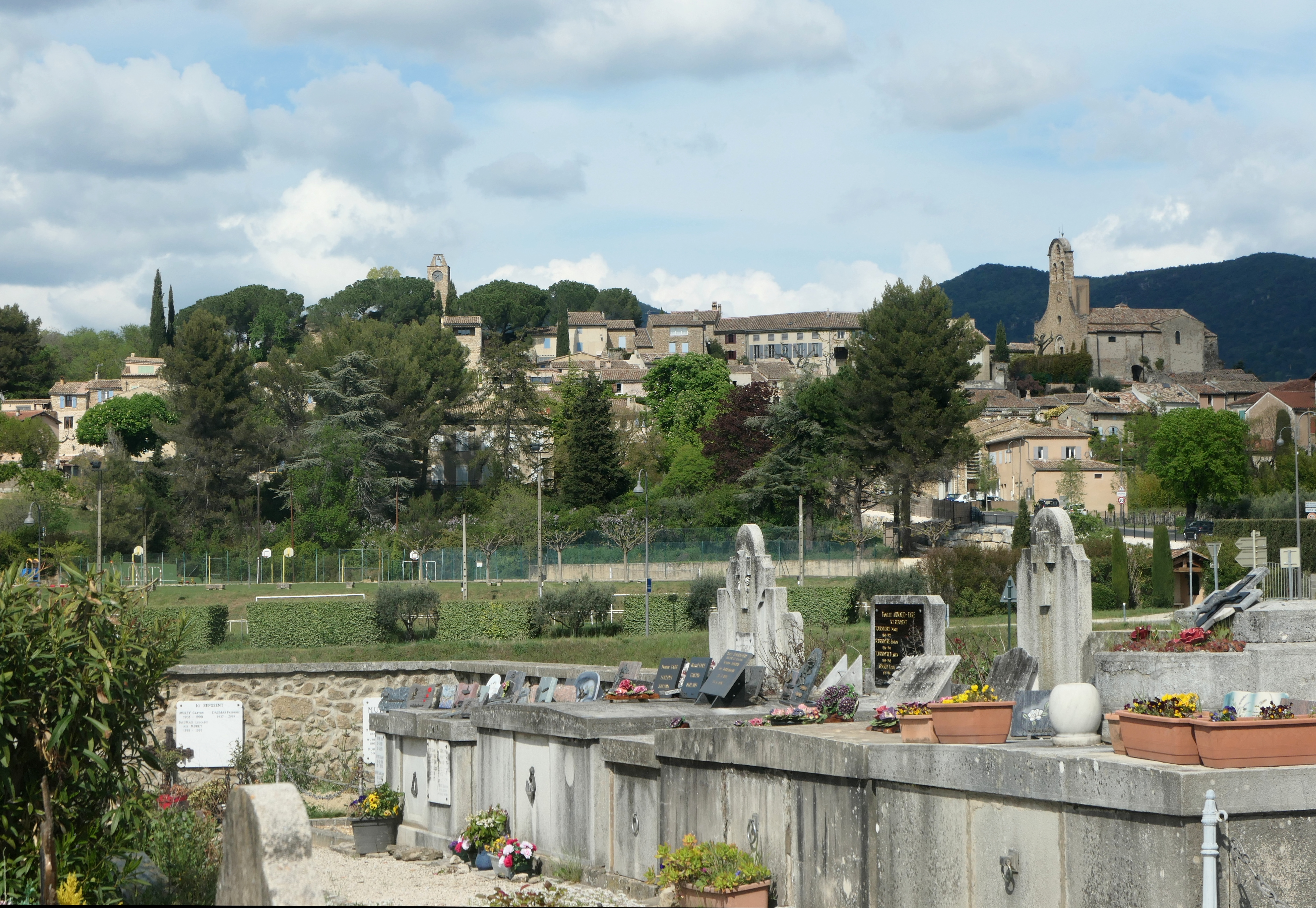
Vue du village depuis le cimetière.

Le territoire de la commune est divisé en deux terroirs. Il existe une petite plaine sur sa partie méridionale, le reste étant en collines ou coteaux.

### Accès et transports
L'autoroute la plus proche est l'autoroute A7, à environ 37 km, directement embranchée avec l'autoroute A9, à l'échangeur d'Orange - Orange Sud. Lyon se situe à environ 2 h 45 en voiture et Marseille, 2 heures.

### Sismicité
Les cantons de Bonnieux, Apt, Cadenet, Cavaillon et Pertuis sont classés en zone Ib (risque faible). Tous les autres cantons du département de Vaucluse sont classés en zone Ia (risque très faible). Ce zonage correspond à une sismicité ne se traduisant qu'exceptionnellement par la destruction de bâtiments.

### Hydrographie
Le Lauzon, petite rivière de 13,2 kilomètres de long, passe au nord du bourg pour se jeter dans l'Ouvèze sur la commune proche de Vaison-la-Romaine. Le ravin de Rattechamp, le vallat Gours de Jacques et le ravin de la Tuilière, présents sur la commune, se jettent tous trois dans le Lauzon.
| Villedieu                | Piégon Drôme | Châteauneuf-de-Bordette Drôme |
|                          | Puyméras     | Bénivay-Ollon Drôme           |
| Saint-Romain-en-Viennois | Faucon       | Mérindol-les-Oliviers         |

### Climat
Pour des articles plus généraux, voir Climat de Provence-Alpes-Côte d'Azur et Climat de Vaucluse.
En 2010, le climat de la commune est de type climat méditerranéen franc, selon une étude du Centre national de la recherche scientifique s'appuyant sur une série de données couvrant la période 1971-2000. En 2020, Météo-France publie une typologie des climats de la France métropolitaine dans laquelle la commune est exposée à un climat de montagne ou de marges de montagne et est dans la région climatique  Provence, Languedoc-Roussillon, caractérisée par une pluviométrie faible en été, un très bon ensoleillement (2 600 h/an), un été chaud (21,5 °C), un air très sec en été, sec en toutes saisons, des vents forts (fréquence de 40 à 50 % de vents > 5 m/s) et peu de brouillards. 
Pour la période 1971-2000, la température annuelle moyenne est de 13,1 °C, avec une amplitude thermique annuelle de 16,9 °C. Le cumul annuel moyen de précipitations est de 825 mm, avec 6,3 jours de précipitations en janvier et 3,7 jours en juillet. Pour la période 1991-2020, la température moyenne annuelle observée sur la station météorologique installée sur la commune est de 14,2 °C et le cumul annuel moyen de précipitations est de 700,2 mm. 
La température maximale relevée sur cette station est de 41,1 °C, atteinte le 28 juin 2019 ; la température minimale est de −10 °C, atteinte le 7 février 2012,,. 
| Mois                                  | jan.          | fév.          | mars          | avril         | mai           | juin          | jui.          | août          | sep.          | oct.          | nov.          | déc.          | année     |
| ------------------------------------- | ------------- | ------------- | ------------- | ------------- | ------------- | ------------- | ------------- | ------------- | ------------- | ------------- | ------------- | ------------- | --------- |
| Température minimale moyenne (°C)     | 2,6           | 2,4           | 5,1           | 8,3           | 11,3          | 15,1          | 17,3          | 17,1          | 13,8          | 10,4          | 6,6           | 3,6           | 9,5       |
| Température moyenne (°C)              | 6,2           | 6,5           | 9,7           | 13,3          | 16,5          | 20,7          | 23,3          | 23            | 19,1          | 14,9          | 10,2          | 7             | 14,2      |
| Température maximale moyenne (°C)     | 9,7           | 10,6          | 14,4          | 18,3          | 21,6          | 26,4          | 29,3          | 29            | 24,4          | 19,4          | 13,9          | 10,4          | 18,9      |
| Record de froid (°C) date du record   | −5,9 11.01.10 | −10 07.02.12  | −4,6 11.03.10 | −0,9 01.04.13 | 3,6 05.05.19  | 8,9 12.06.19  | 9,7 10.07.07  | 10 22.08.07   | 5,5 27.09.20  | −1,6 28.10.12 | −4,3 28.11.13 | −6,5 20.12.09 | −10 2012  |
| Record de chaleur (°C) date du record | 19,9 10.01.15 | 21,7 23.02.20 | 24 31.03.16   | 29 14.04.15   | 32,7 24.05.09 | 41,1 28.06.19 | 37,1 31.07.20 | 39,7 22.08.23 | 33,3 04.09.16 | 30 08.10.23   | 22,6 14.11.23 | 20,2 31.12.21 | 41,1 2019 |
| Précipitations (mm)                   | 53,5          | 44,9          | 51            | 66,6          | 64,1          | 45,6          | 31,6          | 45,6          | 58,6          | 86,7          | 104           | 48            | 700,2     |

| Diagramme climatique                                  |             |           |             |              |              |              |            |              |              |            |           |
| J                                                     | F           | M         | A           | M            | J            | J            | A          | S            | O            | N          | D         |
| 9,72,653,5                                            | 10,62,444,9 | 14,45,151 | 18,38,366,6 | 21,611,364,1 | 26,415,145,6 | 29,317,331,6 | 2917,145,6 | 24,413,858,6 | 19,410,486,7 | 13,96,6104 | 10,43,648 |
| Moyennes : • Temp. maxi et mini °C • Précipitation mm |             |           |             |              |              |              |            |              |              |            |           |

Les paramètres climatiques de la commune ont été estimés pour le milieu du siècle (2041-2070) selon différents scénarios d'émission de gaz à effet de serre à partir des nouvelles projections climatiques de référence DRIAS-2020. Ils sont consultables sur un site dédié publié par Météo-France en novembre 2022.

## Urbanisme

### Typologie
Au 1er janvier 2024, Puyméras est catégorisée commune rurale à habitat dispersé, selon la nouvelle grille communale de densité à sept niveaux définie par l'Insee en 2022.
Elle est située hors unité urbaine. Par ailleurs la commune fait partie de l'aire d'attraction de Vaison-la-Romaine, dont elle est une commune de la couronne,. Cette aire, qui regroupe 14 communes, est catégorisée dans les aires de moins de 50 000 habitants,.

### Occupation des sols
L'occupation des sols de la commune, telle qu'elle ressort de la base de données européenne d’occupation biophysique des sols Corine Land Cover (CLC), est marquée par l'importance des territoires agricoles (69,1 % en 2018), en augmentation par rapport à 1990 (67,3 %). La répartition détaillée en 2018 est la suivante : 
cultures permanentes (51,8 %), forêts (25,2 %), zones agricoles hétérogènes (17,3 %), milieux à végétation arbustive et/ou herbacée (5,6 %). L'évolution de l’occupation des sols de la commune et de ses infrastructures peut être observée sur les différentes représentations cartographiques du territoire : la carte de Cassini (XVIIIe siècle), la carte d'état-major (1820-1866) et les cartes ou photos aériennes de l'IGN pour la période actuelle (1950 à aujourd'hui).

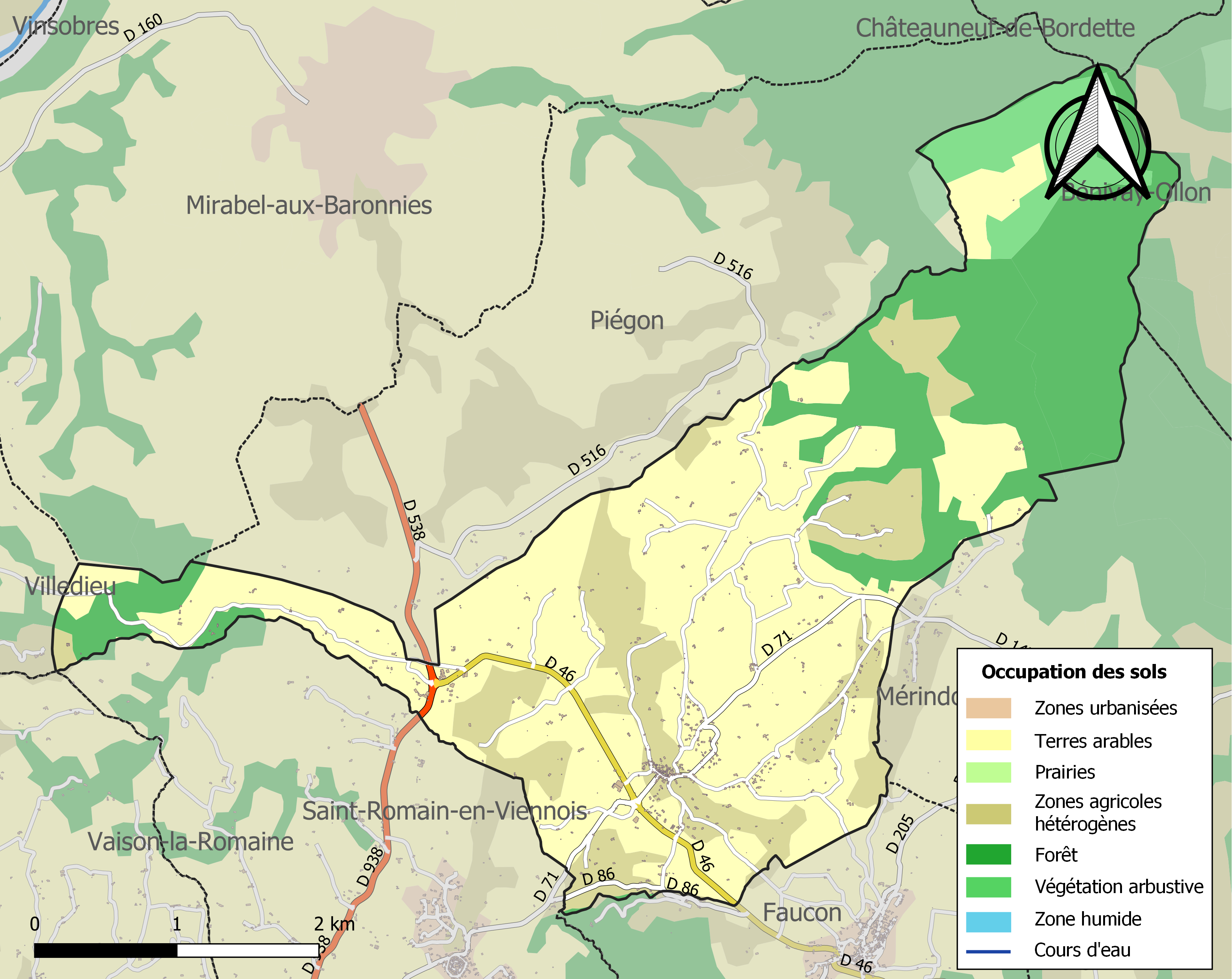
Carte des infrastructures et de l'occupation des sols de la commune en 2018 (CLC).

## Toponymie
En 1228, nous trouvons « Castrum de Podio Almeracii », « Castrum » désignant un village fortifié, « podium », mot latin pour « hauteur » ou « lieu élevé ». Le nom « Almeracii » est certainement celui d’une puissante famille du pays, possiblement en rapport avec l'orme (en latin « ulmus » et le suffixe « arium »). En 1378, on trouve « Pue Almeras » (en langue vulgaire), en 1551, « Puymeiras » et enfin « Puyméras » en 1556.

## Histoire

### Préhistoire à l'Antiquité
Ce territoire situé entre l'Ouvèze et le Lauzon a été occupé par les chasseurs de la préhistoire. A) au quartier de Bernucen a été identifiée une station en surface du magdalénien. Au lieu-dit Le Jas, la fouille d'un atelier de taille de silex néolithique a permis de mettre au jour une sépulture datée de la même époque. Des poteries de l'époque cardiale (5000 avant notre ère) ont également pu être identifiées.
La colonisation romaine a été aussi effective. Au quartier des Estagnols, des trouvailles ont exhumé des vestiges d'une villa rustica datée des IIIe siècle et IVe siècle.

### Moyen Âge
Le vieux village (XIe siècle) occupait la colline actuelle. Son emplacement est repérable par les cavités creusées dans la roche. Cette période médiévale vit la culture de la vigne développée par les moines venus de l'Isle-Barbe (Lyon) et de l'abbaye de Cluny. Ce fut au cours du XIIe siècle que Raymond de Toulouse, comte de Provence, donna en fief la terre de Puyméras à Raymond du Puy. Il fit bâtir son château sur une autre colline.
En 1370, son descendant, Pierre du Puy rendit hommage à Étienne Aubert, Recteur du Comtat Venaissin représentant la Révérende Chambre Apostolique d'Avignon. Mais depuis le début du XIVe siècle, cette seigneurie est en paréage avec la famille des Baux. En 1314, Bertrand IV des Baux devint seigneur parier. En 1361, Jean des Baux, rendit hommage à Philippe de Cabassolle, recteur du Comtat Venaissin.

### Renaissance
Tout au cours de cette période les familles possédant fief à Puyméras se succédèrent. En 1450, Randonne de Rosans, en épousant Antoine II de Taulignan, lui apporta en dot sa moitié de part. Leur fille Françoise fit de même lors de son mariage avec Jean-François de Blégiers. L'autre partie du village appartenait aux Montauban. Isabelle de la Tour-Montauban l'apporta en dot à Randulphe de Véri. Leur fils, Joseph de Véri de Carnoul, en 1680, en rendit hommage à Michele Antonio de Vibo, recteur du Comtat Venaissin.
Les guerres de religion furent particulièrement violentes entre les seigneurs protestants des Baronnies et les capitaines pontificaux venus du Comtat Venaissin. La première attaque vint des religionnaires de Vinsobres qui, en 1570, mirent à sac et brûlèrent le château du village.
Le second fait marquant se déroula le 2 février 1589 quand le capitaine Molans s'empara du village sans coup férir, les 24 gens d'armes de la garde pontificale ayant préféré n'opposer aucune résistance. L'église paroissiale ayant servi d'écurie pour les chevaux des assaillants, elle fut considérée comme profanée et le culte fut célébré jusqu'en 1605 dans la chapelle Saint-Apollinaire.
Les troubles finis, en 1628, le hameau des Joyants (Géants) fut érigé en arrière-fief par le seigneur de Puyméras en faveur de François de Bellon, seigneur de Saint-Lambert. Une chapelle y fut construite en 1663. Elle fut placée sous l'invocation de Notre-Dame des Anges. La tradition veut que ce hameau ait été dénommé ainsi pour avoir été habité par des familles dont les membres dépassaient la taille normale.

### Période moderne
Le 12 août 1793 fut créé le département de Vaucluse, constitué des districts d'Avignon et de Carpentras, mais aussi de ceux d'Apt et d'Orange, qui appartenaient aux Bouches-du-Rhône, ainsi que du canton de Sault, qui appartenait aux Basses-Alpes.
La période révolutionnaire aurait laissé peu de traces sans les provocations du marquis de Bésignan qui excita contre lui la colère populaire. Le château fut détruit en août 1792, par les habitants du village et des communes environnantes. En 1794, les élus de Puyméras changèrent le nom de leur commune en Puy-la-Montagne.
Au milieu du XIXe siècle, la commune produisait du vin et de l'huile d'olive ainsi que du seigle et du blé. Son marché aux asperges était un des plus importants du Canton.

### Période contemporaine
Zone de polyculture traditionnellement arboricole, les oliviers et les fruitiers subirent le gel de 1956. Seule la vigne résista. Ce vignoble a eu ses vins classés en côtes-du-rhône villages en 1979. Le décret du 25 août 2005 l'a fait accéder en côtes-du-rhône villages avec nom géographique.

### Toponymie
La forme la plus ancienne est Podii Almeracii, attestée en 1304. Elle dérive ensuite en Puey Almaras (1375), Podio Almerassio (1380), pour se fixer en Puyméras en 1556. Ces toponymes suggèrent le nom latin ulmus (orme), et un double suffixe - arium et -acium qui désignerait un nom de domaine devenu nom de personne.

### Héraldique
| Blason de Puyméras | Les armes peuvent se blasonner ainsi : D'or au mont de trois coupeaux d'azur, accosté de deux loups affrontés du même, au chef de gueules semé de billettes du champ. |

## Politique et administration

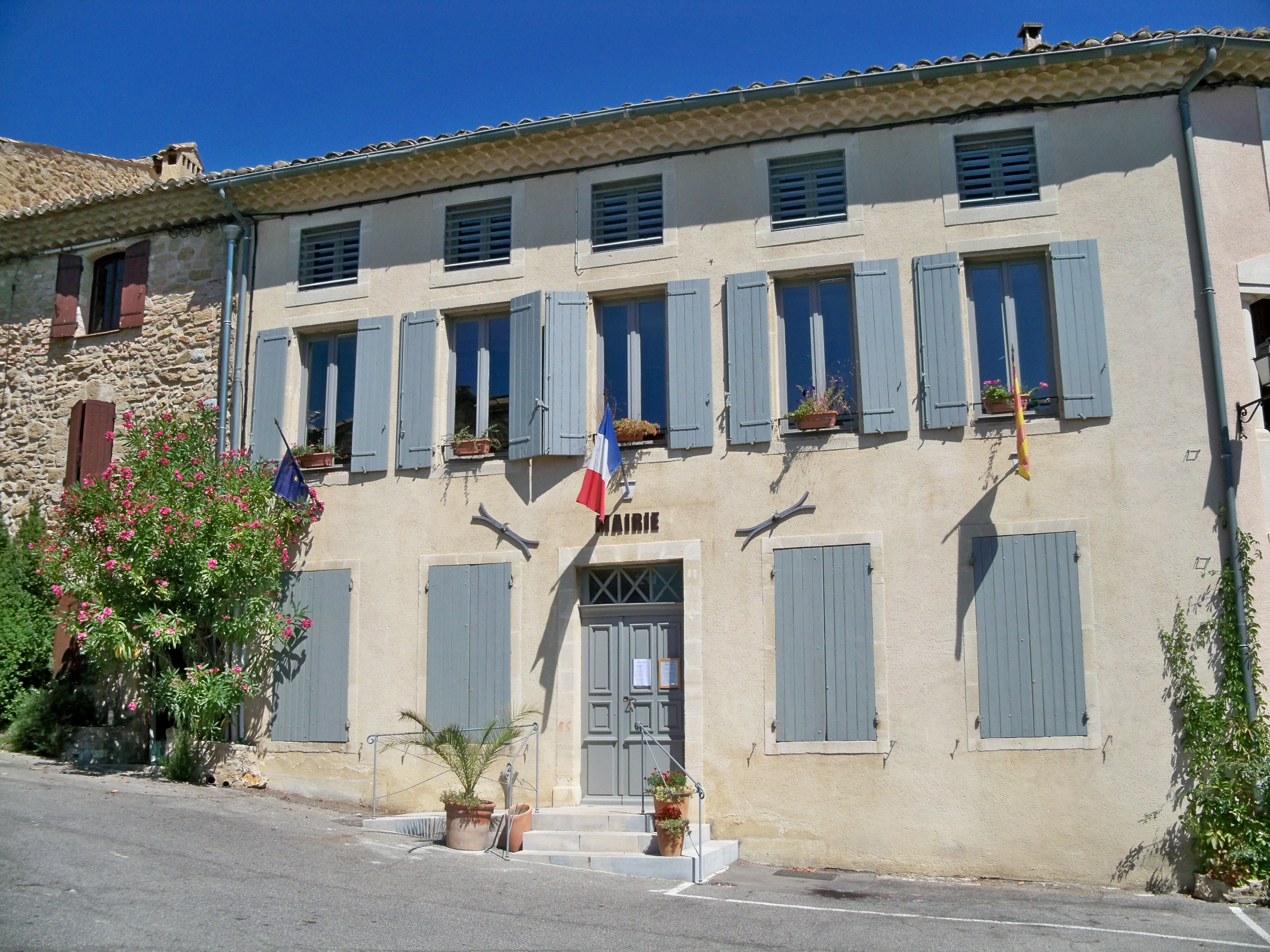
Mairie de Puyméras.

| Période                                  | Période  | Identité       | Étiquette | Qualité |
| ---------------------------------------- | -------- | -------------- | --------- | ------- |
| mars 1995                                | 2008     | Daniel Rolland |           |         |
| mars 2008                                | En cours | Roger Trappo   |           |         |
| Les données manquantes sont à compléter. |          |                |           |         |

### Intercommunalité
La commune fait partie de la communauté de communes Pays Vaison Ventoux, qui fait elle-même partie du syndicat mixte d'aménagement de l'Aygues et du syndicat mixte d'aménagement du bassin de l'Ouvèze (SIABO).

### Fiscalité
| Taxe                                                | Part communale | Part intercommunale | Part départementale | Part régionale |
| --------------------------------------------------- | -------------- | ------------------- | ------------------- | -------------- |
| Taxe d'habitation (TH)                              | 7,00 %         | 0,00 %              | 7,55 %              | 0,00 %         |
| Taxe foncière sur les propriétés bâties (TFPB)      | 13,00 %        | 0,00 %              | 10,20 %             | 2,36 %         |
| Taxe foncière sur les propriétés non bâties (TFPNB) | 59,69 %        | 0,00 %              | 28,96 %             | 8,85 %         |
| Taxe professionnelle (TP)                           | 00,00 %        | 19,08 %             | 13,00 %             | 3,84 %         |

La part régionale de la taxe d'habitation n'est pas applicable.

## Démographie
L'évolution du nombre d'habitants est connue à travers les recensements de la population effectués dans la commune depuis 1793. Pour les communes de moins de 10 000 habitants, une enquête de recensement portant sur toute la population est réalisée tous les cinq ans, les populations de référence des années intermédiaires étant quant à elles estimées par interpolation ou extrapolation. Pour la commune, le premier recensement exhaustif entrant dans le cadre du nouveau dispositif a été réalisé en 2004.

En 2022, la commune comptait 584 habitants, en évolution de −3,47 % par rapport à 2016 (Vaucluse : +1,73 %, France hors Mayotte : +2,11 %).
| 1793 | 1800 | 1806 | 1821 | 1831 | 1836 | 1841 | 1846 | 1851 |
| ---- | ---- | ---- | ---- | ---- | ---- | ---- | ---- | ---- |
| 727  | 577  | 625  | 716  | 813  | 779  | 781  | 792  | 824  |

| 1856 | 1861 | 1866 | 1872 | 1876 | 1881 | 1886 | 1891 | 1896 |
| ---- | ---- | ---- | ---- | ---- | ---- | ---- | ---- | ---- |
| 827  | 806  | 800  | 794  | 718  | 697  | 668  | 671  | 609  |

| 1901 | 1906 | 1911 | 1921 | 1926 | 1931 | 1936 | 1946 | 1954 |
| ---- | ---- | ---- | ---- | ---- | ---- | ---- | ---- | ---- |
| 595  | 572  | 576  | 506  | 491  | 477  | 442  | 429  | 426  |

| 1962 | 1968 | 1975 | 1982 | 1990 | 1999 | 2004 | 2006 | 2009 |
| ---- | ---- | ---- | ---- | ---- | ---- | ---- | ---- | ---- |
| 406  | 387  | 414  | 436  | 537  | 610  | 603  | 615  | 647  |

| 2014 | 2019 | 2022 | - | - | - | - | - | - |
| ---- | ---- | ---- | - | - | - | - | - | - |
| 606  | 580  | 584  | - | - | - | - | - | - |

## Économie

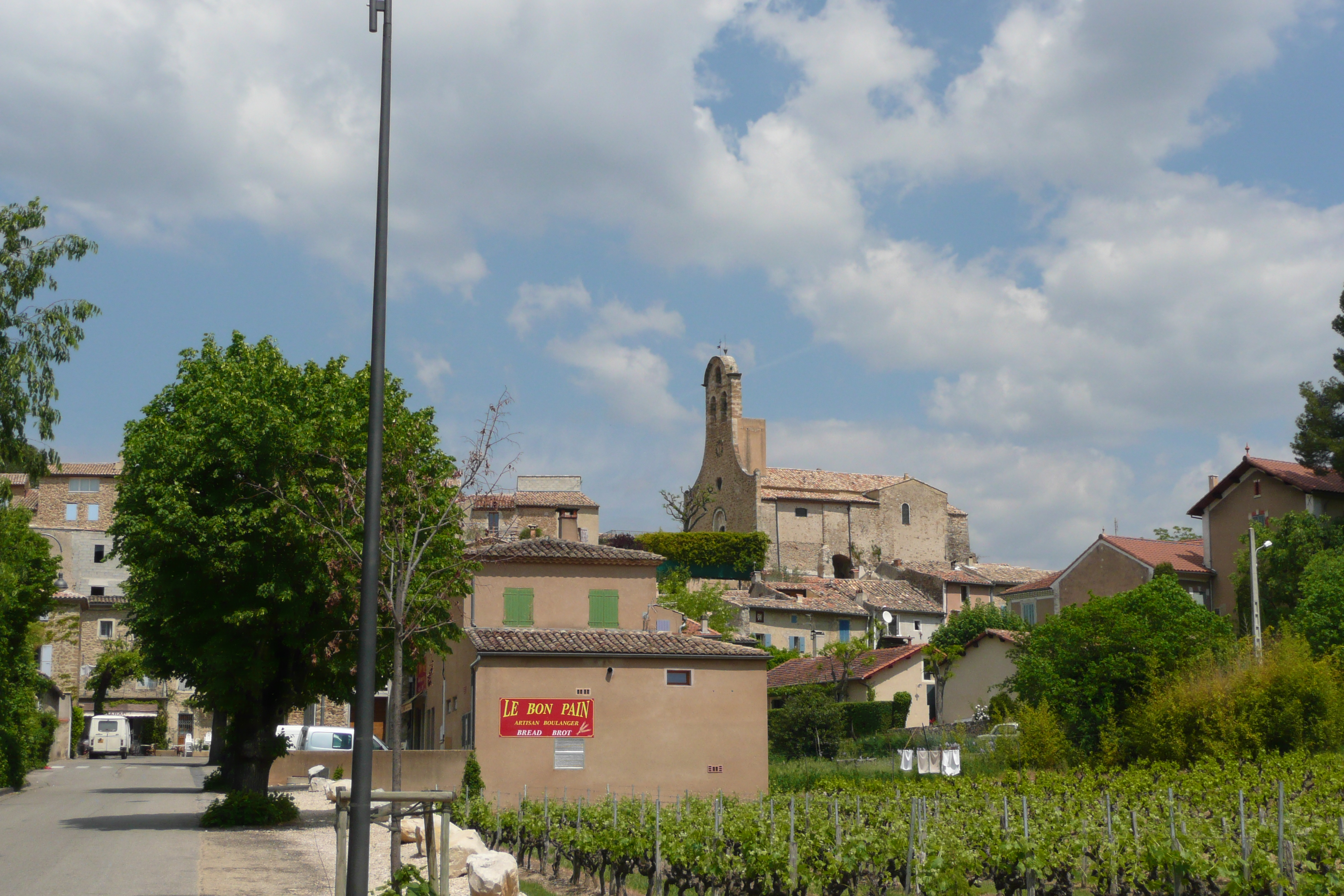
Vignoble à l'entrée de Puyméras.

### Agriculture
Le vignoble produit des vins faisant partie des côtes-du-rhône-villages avec nom de commune. Cette AOC s'étend sur les communes de Mérindol-les-Oliviers, Mollans-sur-Ouvèze, Faucon et Saint-Romain-en-Viennois. Une partie du terroir produit des vins ventoux (AOC). Les vins qui ne sont pas en appellation d'origine contrôlée peuvent revendiquer, après agrément, le label vin de pays de la Méditerranée.

### Tourisme
Puyméras, avec la cave de la Comtadine , favorise l'œnotourisme. Celui-ci recouvre de nombreuses activités de découverte : dégustation des vins, visite de caves, rencontre avec les propriétaires, découverte des métiers et techniques de la vigne, connaissance des cépages, des terroirs, des appellations, de la gastronomie locale. À cet aspect festif s'ajoutent les activités sportives et de loisirs : promenades et randonnées dans les vignobles.

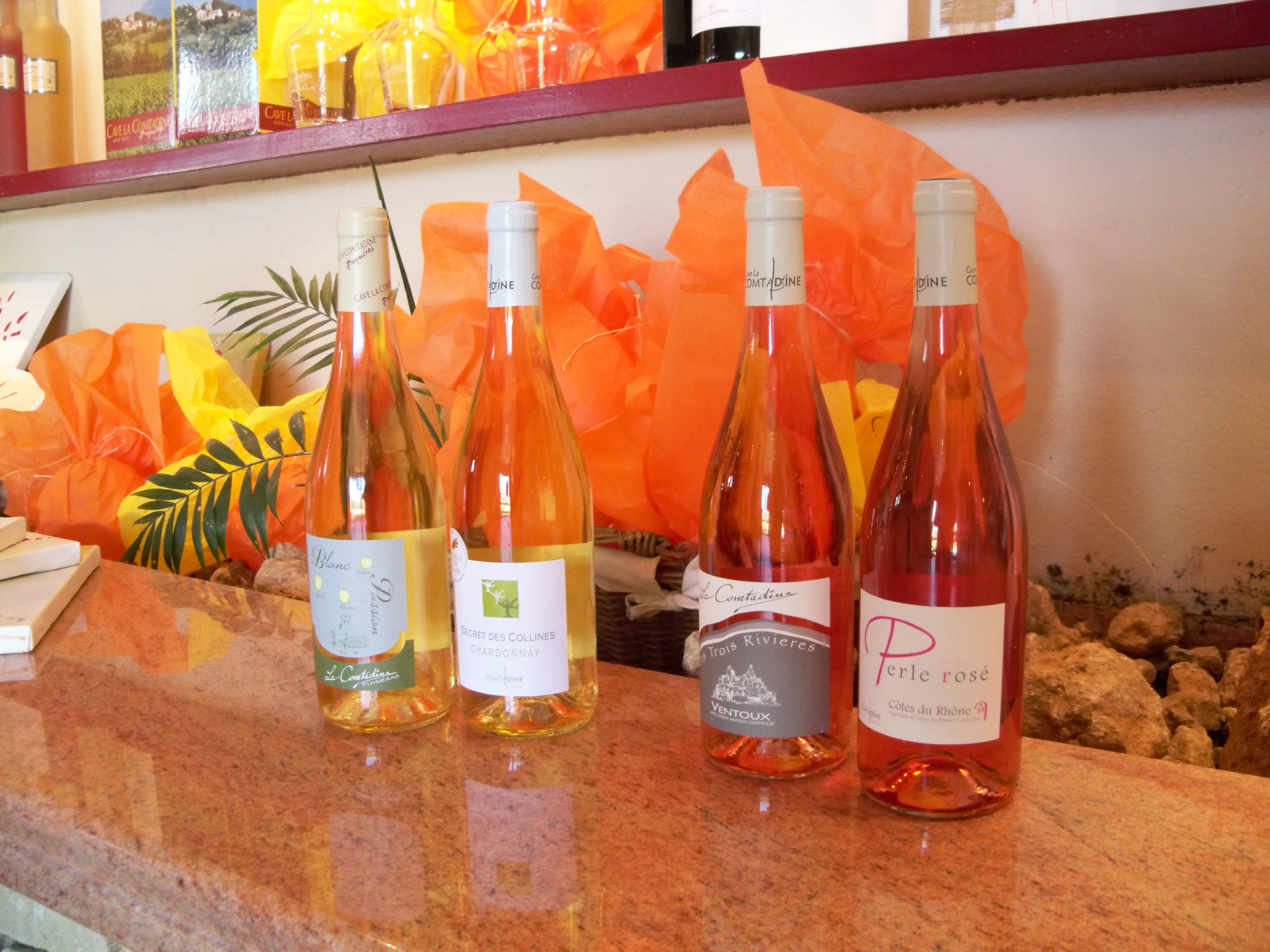
Une partie de la production de la cave La Comtadine à Puyméras.

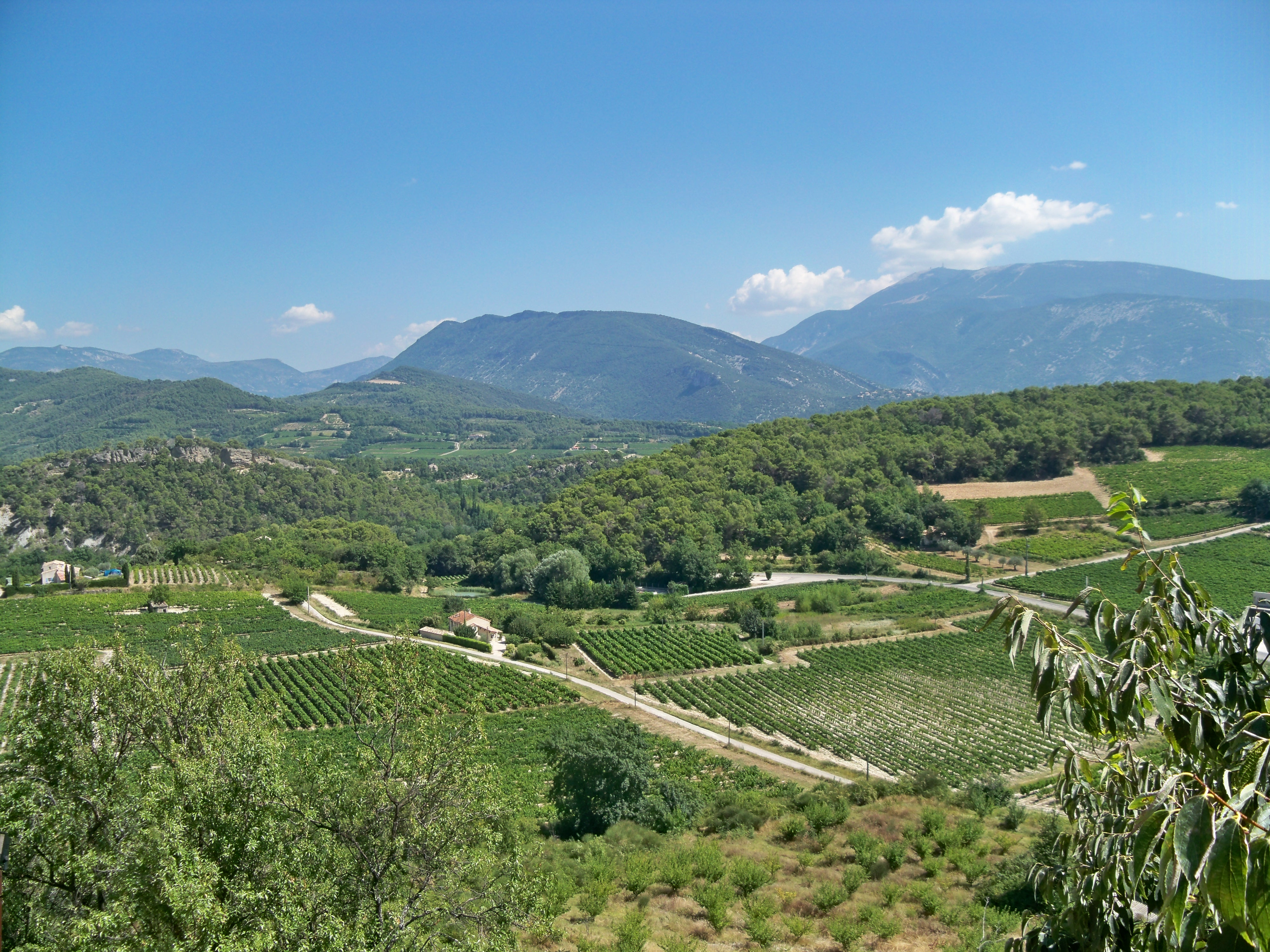
Le vignoble de l'appellation entre Baronnies et Ventoux.

## Équipements ou Services

### Enseignement
La commune dispose d'une école primaire publique avec deux classes uniques, ensuite les élèves sont affectés au collège Joseph-d'Arbaud à Vaison-la-Romaine, puis vers le lycée Stéphane Hessel à Vaison-la-Romaine.

### Sports
Le village possède un stade de football, où se déroulent régulièrement des tournois régionaux. On trouve plus haut aussi un terrain de tennis, ainsi qu'une installation de handball/basket-ball.

### Services
On trouve sur la commune, une poste, un café, une boulangerie, un moulin à huile, une usine de conserverie de truffes, deux restaurants, un hôtel, gites et chambres d'hôtes, une entreprise de matériel agricole et de nombreux artisans.

## Vie locale
Beaucoup de traditions et de fêtes émaillent la vie du village, pèlerinages dans les différentes chapelles, fête votive, défilé de Marianne pour le 14-Juillet dans les rues du village, unique en Provence. Il y a une équipe de football (depuis 1924) , une société de chasse, plusieurs associations culturelles, organisant vide greniers, conférences, concerts, randonnées gourmandes...
Puyméras, à l'instar des villages du Var a également une bravade déjà signalée au XIXe siècle. Elle célèbre son saint patron, saint Georges, qui par une procession partant du village se rend jusqu'à la chapelle située à l'écart du village. À l'issue de la messe, on y déguste les brassadeaux, bénis, pâtisserie provençale toute simple à base d'œufs, confectionnée par les bénévoles. Une association aujourd'hui maintient cette tradition provençale.
La fête votive à saint Barthélémy, patron du village se situe aux environs du troisième week-end du mois d'aout. Jeux de boules, concours de cartes, jeu pour les enfants, procession du Saint avec bravade, repas et la désormais traditionnelle fameuse course de petits tracteurs.

### Cultes
Le culte catholique est célébré dans l'église Saint-Michel. D'origine romane, elle fut partie détruite lors des guerres de religion. Ses restaurations successives lui ont donné un style composite. Elle possède un ambon, ancien autel paléochrétien daté du VIe siècle ou VIIe siècle qui provient de la chapelle Saint-Flavien. Il est à souligner que son clocher à trois baies est unique en Provence. La dernière restauration de cette église paroissiale date de 1984.
.

### Écologie et recyclage
La collecte et traitement des déchets des ménages et déchets assimilés et la protection et mise en valeur de l'environnement se font dans le cadre de la communauté de communes Pays Vaison Ventoux.

## Lieux et monuments
- Église sous le vocable de saint Michel, originellement de style roman, elle occupe la pointe de l'ancienne place forte, avec son clocher-peigne, percé de trois baies ; elle fut restaurée au XVIIe siècle, en même temps que le château[17].
- Château perché sur une colline séparée du village et protégé par une enceinte. Ruiné pendant la Révolution, il est actuellement privé et en partie restauré[17],[18].
- Village entouré de ses remparts du XIVe siècle, Des portails ont été ouverts dans les murs de fortification[29].
- Tour circulaire épaulant les remparts et porte de Sabrun[29].
- Ses deux places avec fontaine et lavoir couvert[29].
- Les trois chapelles romanes de Saint-Apollinaire dans le cimetière, la chapelle Saint-Flavien et la chapelle Saint-Georges[29],[18]. Toutes restaurées, elles sont toujours utilisées pour les pèlerinages annuels.
- Une dernière chapelle, Notre-Dame des Anges en ruine, située à l'ancien Hameau des Géants.

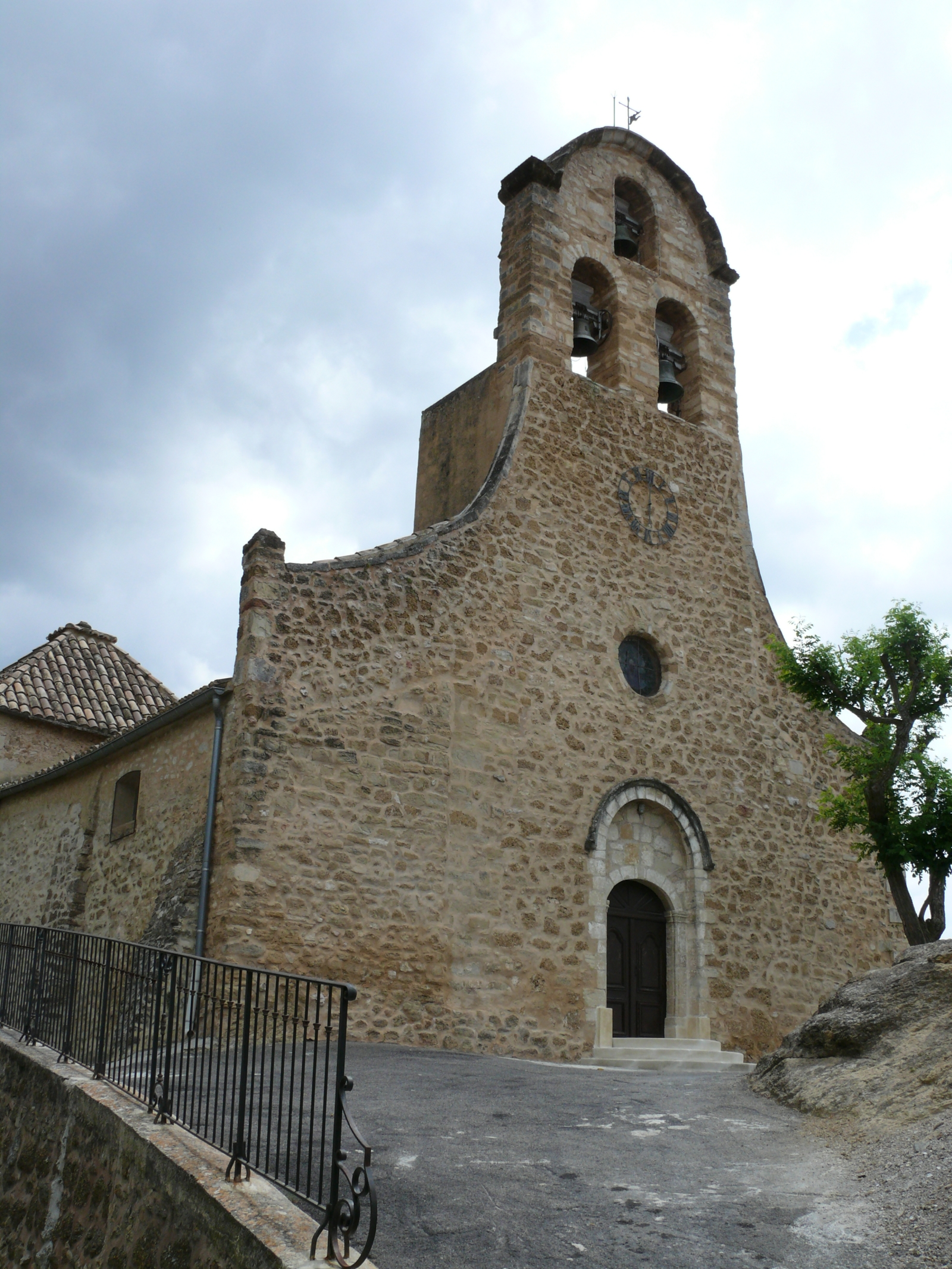
Église Saint-Michel.
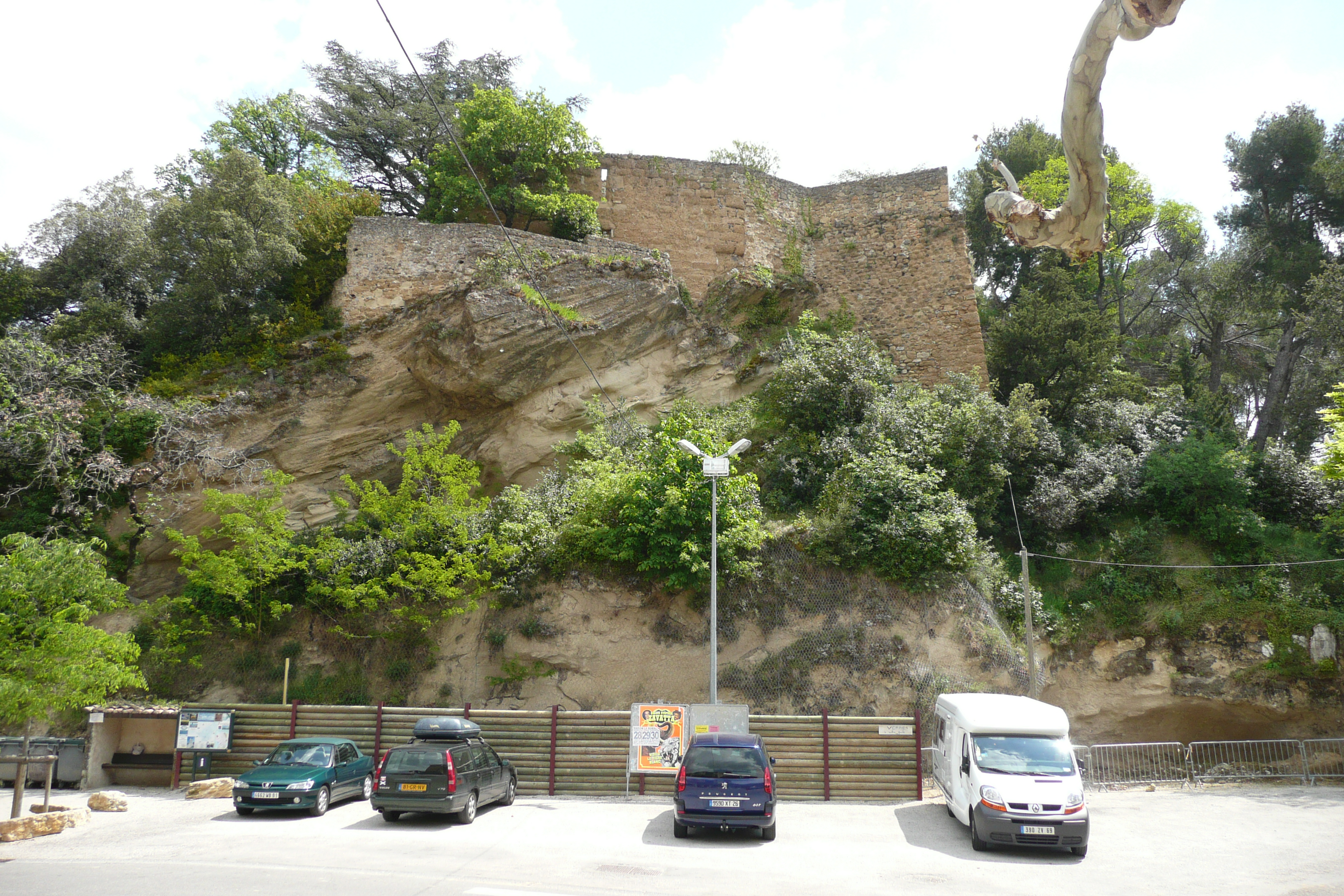
Fortifications du XIVe siècle.
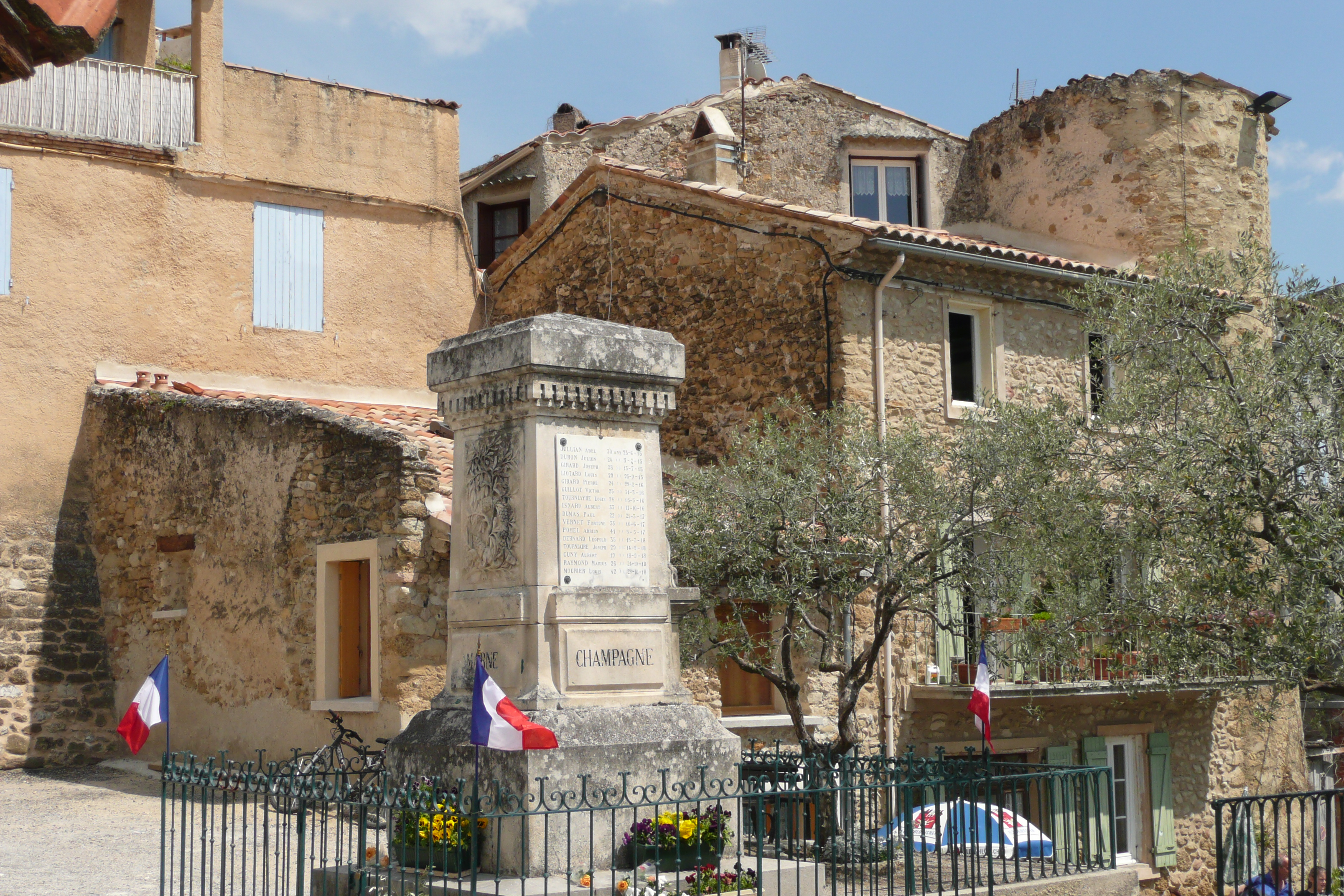
Tour circulaire avec au premier plan le monument aux morts.
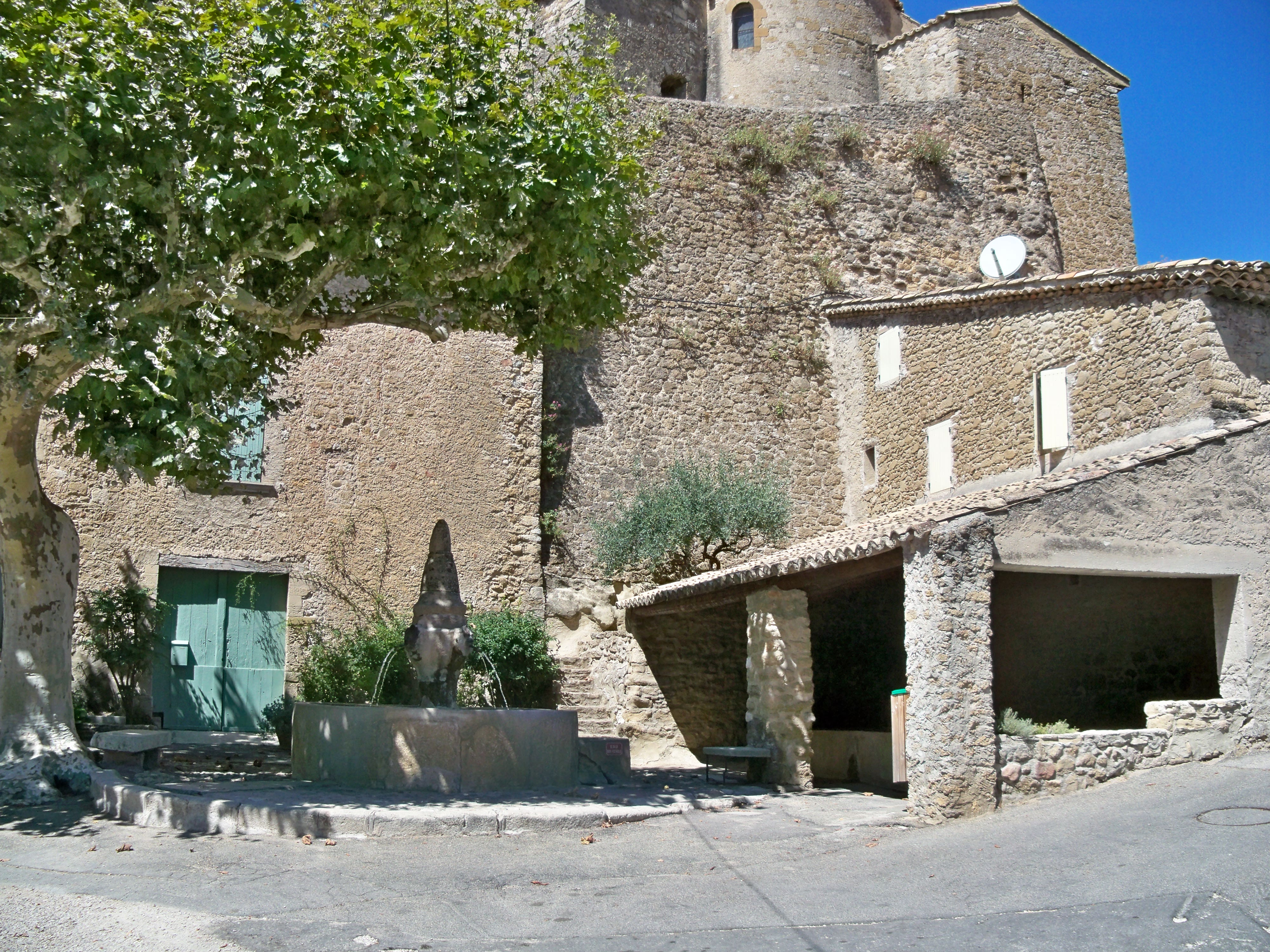
Grande fontaine et son lavoir.
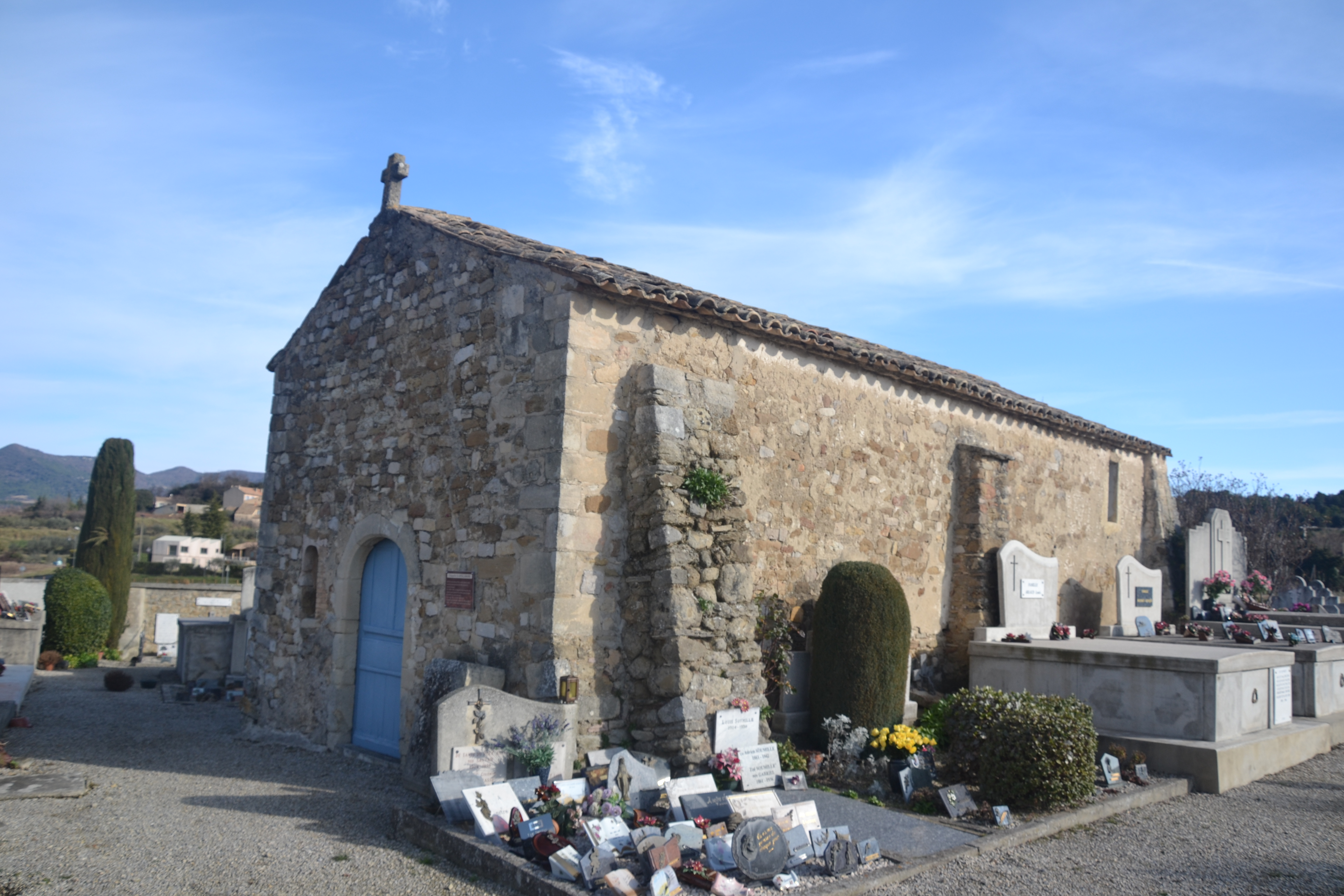
Chapelle Saint-Appolinaire, du XIIe siècle.
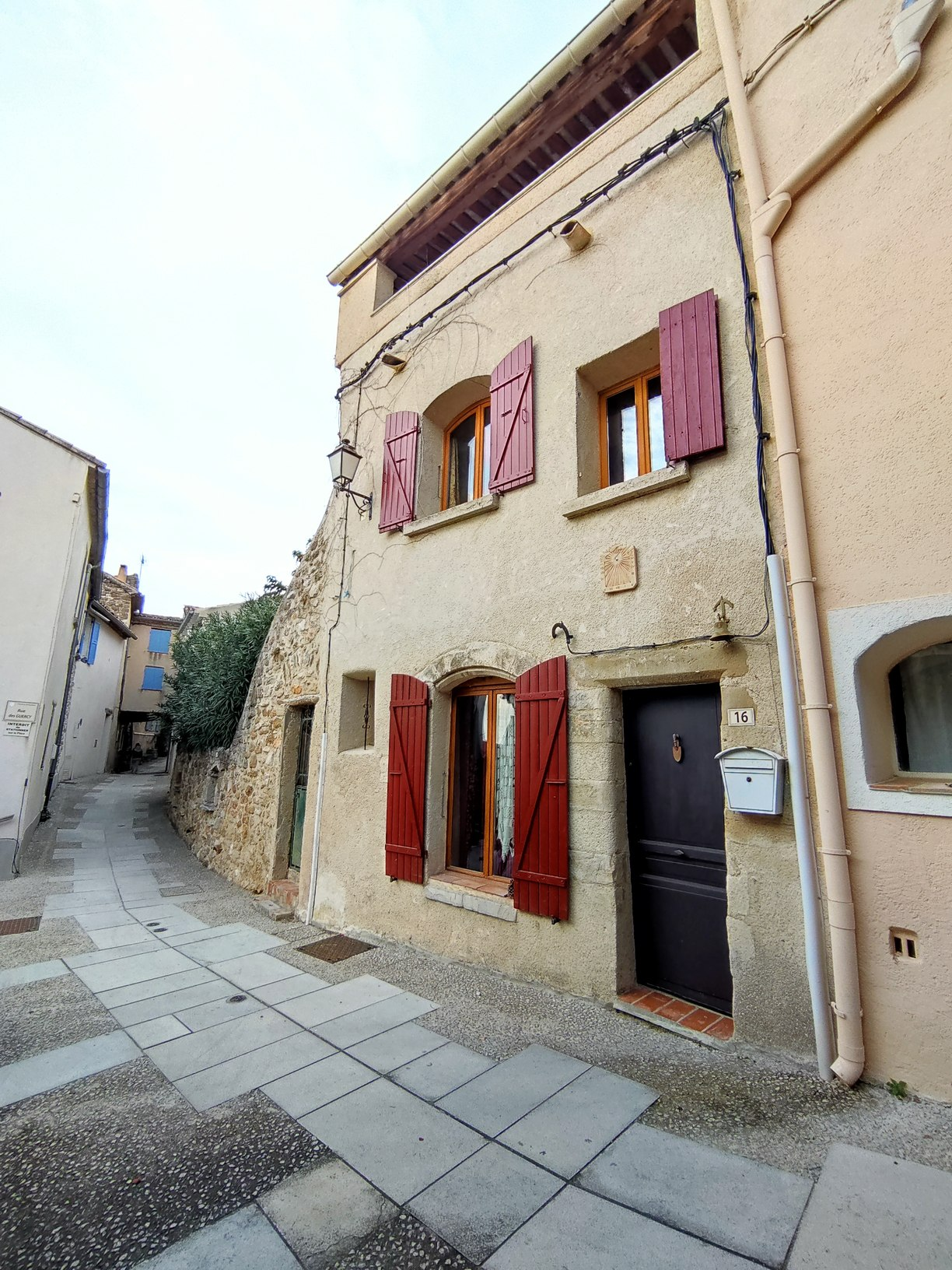
Façade d'une maison de la Grand Rue de Puyméras, prise de la place du Lilas.